# Record of Lodoss War: Deedlit
Deedlit (1998) ist ein japanischer Manga speziell für weibliche Jugendliche (Shōjo), der zur von Ryō Mizuno erdachten Fantasy-Saga Record of Lodoss War gehört. Mizuno selbst entwarf die Geschichte, gezeichnet wurde sie von Setsuko Yoneyama. Benannt sind sie nach der Hochelfe Deedlit, einer der Hauptfiguren der gesamten Saga.
Die Geschichte ist chronologisch nach Die Chroniken von Flaim bzw. Chronicles of the Heroic Knight einzuordnen: Nach der Schlacht um Marmo ziehen sich Deedo und Parn in das Dorf Zaxon zurück, um sich endlich etwas Frieden zu gönnen und ihre aufkeimende Beziehung zu pflegen. Doch Konflikte mit gierigen Steuereintreibern und ein alter Freund aus dem Elfenwald stellen diese auf eine harte Probe.
Deedlit ist ein typischer Shōjo, der sich weniger der epischen Breite der Record of Lodoss War-Saga als vielmehr dem Gefühlsleben der Hauptfiguren widmet. Es gibt viel Romantik und kaum Kämpfe, wodurch die Geschichte sich um einiges ruhiger entwickelt als in den anderen Zyklen.
Die beiden Bände erschienen 1998 in Japan. Eine deutschsprachige Version wurde 2002 vom Carlsen-Verlag veröffentlicht.